# John O'Shea (darter)
John O'Shea (Cork, 24 juli 1975) is een darter uit Ierland die uitkomt voor de Professional Darts Corporation (PDC). 

## Carrière
O' Shea behaalde zijn grootste carrièreoverwinning tot nu toe tijdens de controversiële World Masters 2019, een van de drie Ierse spelers die titels wonnen op het toernooi. Ongeplaatst in de loting versloeg hij in de slotfase Neil Duff, Mario Vandenbogaerde en Scott Waites. Daarmee werd hij de eerste Ierse speler in de moderne tijd die een groot toernooi won.
In oktober 2019 kwalificeerde hij zich voor het BDO World Darts Championship 2020 na zijn overwinning op de World Masters 2019. Hij verloor met 3-2 van Andreas Harrysson in de voorronde.
In januari 2022 wist O'Shea opnieuw een tour card te behalen door negende te worden in de UK Q-School Order of Merit.
In mei 2022 wist O'Shea de finale te halen van het Players Championship 14, waarin hij verloor van Michael Smith.

## Resultaten op Wereldkampioenschappen

### BDO
- 2020: Laatste 40 (verloren van Andreas Harrysson met 2-3)

### PDC
- 2023: Laatste 96 (verloren van Darius Labanauskas met 2-3)